# Strade statali in Basilicata
Questo è un elenco delle strade statali presenti sul territorio della regione Basilicata.

## Strade statali
| Numero   | Denominazione e lunghezza tratto lucano                                     | Inizio                                                    | Fine                                                  | Località attraversate nel tratto lucano |
| -------- | --------------------------------------------------------------------------- | --------------------------------------------------------- | ----------------------------------------------------- | --- |
|          | Via Appia (194,000 km)                                                      | Roma                                                      | Brindisi                                              | Pescopagano, Castelgrande, Muro Lucano, Bella, Baragiano, Ruoti, Potenza Vaglio Basilicata, Tricarico, Matera                                   |
|          | Tirrena Inferiore (22,900 km)                                               | Napoli                                                    | Reggio Calabria                                       | Maratea |
|          | delle Calabrie (51,500 km)                                                  | Battipaglia                                               | Catanzaro                                             | Lagonegro, tratto lago Sirino, stazione bivio Latronico diventa SP EXSS19, Lauria, tratto in comune con la SP 241 presso Castelluccio Inferiore |
|          | dell'Appenino Meridionale (111,872 km)                                      | Potenza, incrocio viale del Basento - via Rifreddo        | Senise                                                | Laurenzana, Corleto Perticara, tratto bivio Missanello                                                                                          |
|          | Appulo-Lucana (67,900 km)                                                   | Barletta                                                  | Potenza, incrocio via De Coubertin - via Bosco Li Foj | bivio per Melfi, Atella, innesto con la SS7 presso Potenza, diventa SP EXSS93 Lavello, Filiano                                                  |
|          | del Varco di Pietrastretta (0,620 km)                                       | svincolo Balvano - Vietri del RA5                         | Vietri di Potenza, valico del Marmo                   | Vietri - Varco di Pietrastretta Il restante chilometraggio in Basilicata diventa SP ex SS 94, in Campania SR407.                                |
|          | del Varco di Pietrastretta                                                  | SS94 località Balvano                                     | SS 743                                                | prosegue come SS 743 all'altezza di Bella-Muro                                                                                                  |
|          | di Brienza (47,055 km)                                                      | innesto con SP94 presso Tito                              | innesto con SS19 presso Atena                         | Tito, Satriano, Brienza |
|          | di Brienza                                                                  | SS95 località Serra di Tito                               | svincolo di Brienza sud (SS568)                       | |
|          | di Matera (17,072 km)                                                       | innesto con SS96 in Altamura                              | innesto con SS7 presso Matera                         | |
|          | di Val d'Agri                                                               | SS19 uscita Montesano sulla Marcellana                    | SS598 località Montalbano Jonico                      | Stigliano |
|          | di Sapri                                                                    | Sapri                                                     | Nova Siri Scalo                                       | Latronico, Senise, Valsinni, Rotondella |
|          | Jonica (37,300 km)                                                          | Taranto                                                   | Reggio Calabria                                       | località Metaponto (Bernalda), Marconia, Scanzano Jonico, Policoro, Nova Siri                                                                   |
|          | di Venosa                                                                   | SS93 località Lago di Abate Alonia                        | SS97 località Spinazzola                              | Venosa |
|          | di Venosa                                                                   | SS168 uscita Spinazzola                                   | Spinazzola                                            | |
|          | di Genzano (28,300 km)                                                      | San Nicola d'Avigliano                                    | SS168 località Spinazzola                             | Pietragalla, Genzano di Lucania |
| SS169dir | Riclassificata in un tratto della SS655                                     | Riclassificata in un tratto della SS655                   | Riclassificata in un tratto della SS655               | Riclassificata in un tratto della SS655 |
|          | della Valle del Bradano (44,100 km)                                         | Matera                                                    | Lido di Metaponto (Bernalda)                          | |
|          | della Valle del Basento                                                     | SS407 uscita Pisticci                                     | Craco Peschiera                                       | |
| ex       | di Cassano delle Murge                                                      | Matera                                                    | Bari                                                  | |
|          | dell'Alto Agri                                                              | SS103 località Viggiano                                   | SS103 località Montesano sulla Marcellana             | Tramutola |
| ex       | di Accettura                                                                | SS96 località Irsina                                      | SS103 località Cirigliano                             | Garaguso, Accettura |
| ex       | del Formicoso (92,300 km)                                                   | SS90 località Passo di Mirabella (Mirabella Eclano)       | Rapolla                                               | Lacedonia, Melfi |
| ex       | dei Tre Confini (11,383 km)                                                 | SS7 località Lago di San Giuliano                         | ex SS175 località Montescaglioso                      | |
|          | dell'Alto Ofanto e del Vulture (37,250 km)                                  | ex SS303 località Melfi                                   | Sant'Andrea di Conza                                  | |
|          | dell'Alto Ofanto e del Vulture (21,500 km)                                  | SS401 località Bagni Monticchio (Rionero in Vulture)      | SS655 località Leonessa (Melfi)                       | |
|          | Basentana (100,600 km)                                                      | SS7 var/B (dopo svincolo Potenza Est)                     | SS106 località Metaponto (Bernalda)                   | |
|          | del Fondo Valle del Noce (32,293 km)                                        | SS18 località Castrocucco (Maratea)                       | A3 uscita Maratea-Lagonegro Nord                      | |
|          | di Lauria (3,200 km) in costruzione                                         | SS585 uscita Lauria                                       | Lauria                                                | |
| ex       | del Fondo Valle del Noce (0,500 km)                                         | SS585 uscita Lagonegro                                    | ex SS19 località Lagonegro                            | |
|          | di Fondo Valle d'Agri (123,030 km)                                          | A2 uscita Atena Lucana                                    | SS106 località Scanzano Jonico                        | Marsico Nuovo, Marsicovetere, Viggiano, Sant'Arcangelo, Stigliano                                                                               |
|          | della Valle del Sinni (81,500 km)                                           | A2 uscita Lauria Nord                                     | SS106 località Zona Artigianale Policoro              | Latronico, Senise, Valsinni, Tursi |
|          | Bradanica (122,625 km)                                                      | Aeroporto di Foggia (Foggia)                              | SS7 località Matera                                   | |
|          | dell'Aglianico (48,130 km) - già SSV Potenza-Melfi                          | SS407 località Staz. Vaglio Basilicata                    | innesto con SS655 presso Leonessa                     | Rionero in Vulture, Barile, Melfi |
|          | Nerico-Bella Muro (24,570 km) - già Nuova strada ANAS 506 Nerico-Bella Muro | SS407 località Calitri Scalo                              | SS 94 dir presso Stazione di Bella-Muro               | Calitri, Pescopagano, Castelgrande, Muro Lucano, Bella                                                                                          |
|          | SS7 Variante di Potenza (1,750 km)                                          | SS7 - km 466.550 - località Varco d'Izzo / Tiera Tufaroli | prosegue come SS 407 dopo 175m                        | collegamento tra RA5 e SS 407 |
| NSA289   | di Rivello (2,000 km)                                                       | SS585 uscita Rivello                                      | Rivello                                               | |